# Maylandia lombardoi
Cá hoàng đế Kenyi (Danh pháp khoa học: Maylandia lombardoi) là một loài cá cảnh trong họ cá hoàng đế. Đây là loài cá phổ biến trong lãnh vực cá cảnh nơi nó được bán dưới nhiều tên gọi thông thường bao gồm lombardoi, kenyi hoặc kenyi. Loài này đôi khi được xếp trong các chi Metriaclima do còn có sự tranh chấp.

## Đặc điểm
Cá dài 13 cm (5.1 in). Nó là loài đặc hữu của các bờ đá của đảo Mbenji, Hồ Malawi ở phía đông châu Phi. Đây là loài lưỡng hình cao qua đường tình dục, con đực và con cái chưa trưởng thành có màu xanh nhạt màu trắng-xanh với một số nốt màu xanh-đen kéo vào vây lưng. Con đực trưởng thành biến màu vàng sáng với những thanh màu nâu mờ nhạt qua cơ thể, vây màu vàng với những đốm trứng trên vây hậu môn. Khi tới mùa sinh sản, chúng khá quyến liệt. 